# RSOトラクター
RSOトラクター（独: RaupenSchlepper Ost、東部用装軌式牽引車）とは第二次世界大戦のドイツ軍用にオーストリアのシュタイアー・ダイムラー・プフ社（以下シュタイアー社）が、東部戦線で物資運搬・砲牽引に用いるために開発した装軌式トラクターである。
なお、本車と同時期に、戦車委員会の長であったフェルディナント・ポルシェ博士により、Radschlepper Ost（東部用装輪式牽引車、開発名称ポルシェ・タイプ175）と呼ばれる車輌も開発されている。こちらは、悪路走破性を高めるため巨大な車輪を備えた4輪車で、生産はチェコのシュコダ社で行われた。しかし、期待された性能は発揮できず、少数が生産されたに留まった。そのため、こちらも略称はRSOだが、通常、RSOといった場合は当項目で解説するシュタイアー製装軌車両を指し、Radschlepper Ostはシュコダ RSO (Škoda RSO) などと呼称される。

## 概要
ドイツ軍がソビエト連邦に侵攻した1941年、早くに到来した冬将軍による悪天候で未舗装の道路は泥沼と化し、馬車や装輪式トラックによる前線への補給に重大な支障をきたした。この経験から戦車委員会により新型牽引・補給用車輌の開発が計画され、1942年春にシュタイアー社が開発担当メーカーとして指名された。そして夏には兵器局第6課に対し「歩兵師団に追従できる程度の速度で降雪・泥濘時でも確実に走行でき、しかもゴムなどの戦略物資を極力使わない低コストで量産性に優れた車輌」という具体的なコンセプトが提案された。
この結果、完成した本車は簡易なトランスミッションに、片側4つずつの転綸をまとめて支えるリーフスプリング式サスペンション、転綸もゴムの縁のないプレス製と、凝った機構に走りがちなドイツ軍用車輌の中では異例にシンプルな構造となり、また同社の1500Aトラックのコンポーネントも流用され、1942年11月から大量生産が開始された。本車は車幅に対し地上高が高めで、これは泥や雪にシャーシの底が密着し走行困難にならぬよう、距離をとったものである。スノーシューを履帯に装着した状態でグランドクリアランスは600mmとなり、ヒトラーが直々にその数値を指定している。翌年にはプレスによる丸形だったキャビンが直線的な作りとなった、より生産性の増したRSO/02に生産が移行。アウトウニオン、マギルス、KHD、リケ・グラーフ&シュティフト各社による量産も開始され、総生産数は27,792輌に達した。名称のとおり本来は東部戦線向けに開発された車輌ではあるが、東西両戦線で広く使われている。
本車は重量の割に幅の広い履帯を持ち、ロシアの泥濘や雪上でも走りぬけ、低速ではあるが悪路の中でも確実に物資を届けることが出来たという。その一方、速度の遅い本車は大戦後期の撤退戦では足手まといになり、放棄されることも多かった。
本車は物資輸送の他、7.5 cm PaK 40対戦車砲や、ネーベルヴェルファー・ロケット発射器、10.5cm leFH 18榴弾砲、12 cm GrW 42重迫撃砲などの牽引にも用いられた。
多数が生産されたために戦後も残存した車輌があり、それらは民間で土木工事用車輌や雪上車として用いられた。

## 派生型
RSO/02をベースに、水陸両用型も試作された。また、ディーゼルエンジン型のRSO/03も量産されたが、比較的少数に止まっている。

### 7.5cm対戦車自走砲型（RSO/PaK40）

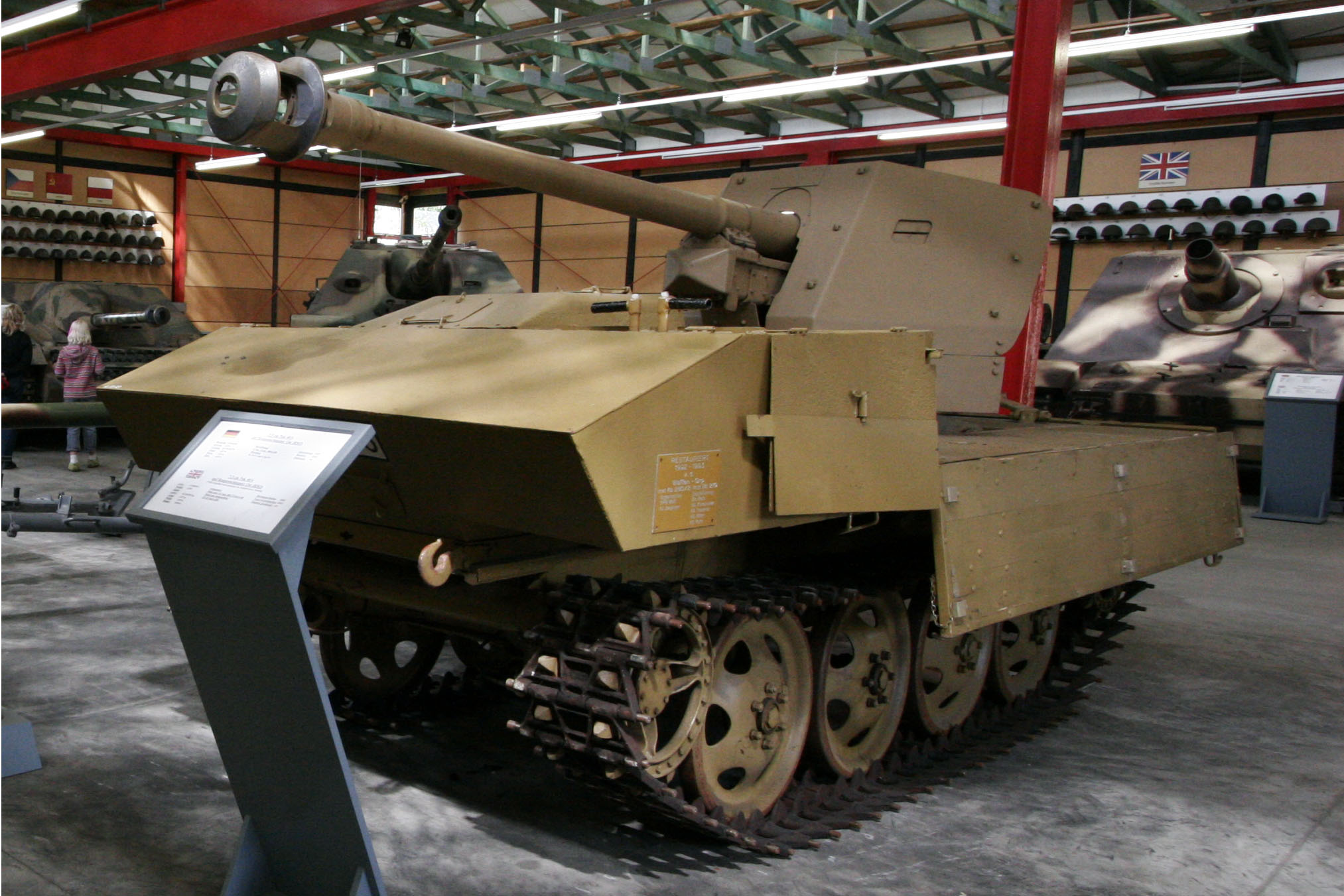
7.5 cm PaK 40搭載型RSO

1943年、シュタイアー社の提案に基づき、RSO/02をベースに7.5cm対戦車砲 PaK 40を搭載した自走砲型が製作された。
7.5cm PaK40/4 auf Raupenschlepper, Ost(Sf)（7.5cmPaK40/4搭載東部用装軌式牽引車（自走式））と名付けられた車両は、通常型のキャビンを取り払い、運転席周りは5mm厚の装甲を施した開放式で、後部には木製折りたたみ式の足場が設けられていた。搭載されたPaK40は360度旋回が可能であるが、通常の牽引型の防盾（試作型ではそのまま、先行量産型では下部を延長）を持つのみで、防御力はごく限られたものだった。なお、荷台（砲搭載部）に幌を張り、輸送型のRSOもしくは輸送トラックに偽装することもできた。
1943年9月、先行量産型50両が発注された。さらにこれがヒトラーの目に止まり、1944年3月以降、大々的に量産されることが計画された。この計画では3月の月産60両を皮切りに量産体制を整え、7月以降は月産400両を目指すことになっていた。しかし、南部軍集団の5つの戦車駆逐大隊に送られた先行量産型の実用試験の結果、他の自走砲に比べ損害が際立って多く、量産計画は取り消された。前線に配備された先行量産車は、砲を降ろして再度輸送車として用いられた。
実用試験での評価によれば、防御力の乏しさや走行速度の低さの他に、砲の搭載位置が高い上に走行装置が華奢なために、発砲時の動揺が大きく、また車高があるために発見されやすく被弾しやすい、という欠点が指摘されている。

## ギャラリー

### RSO

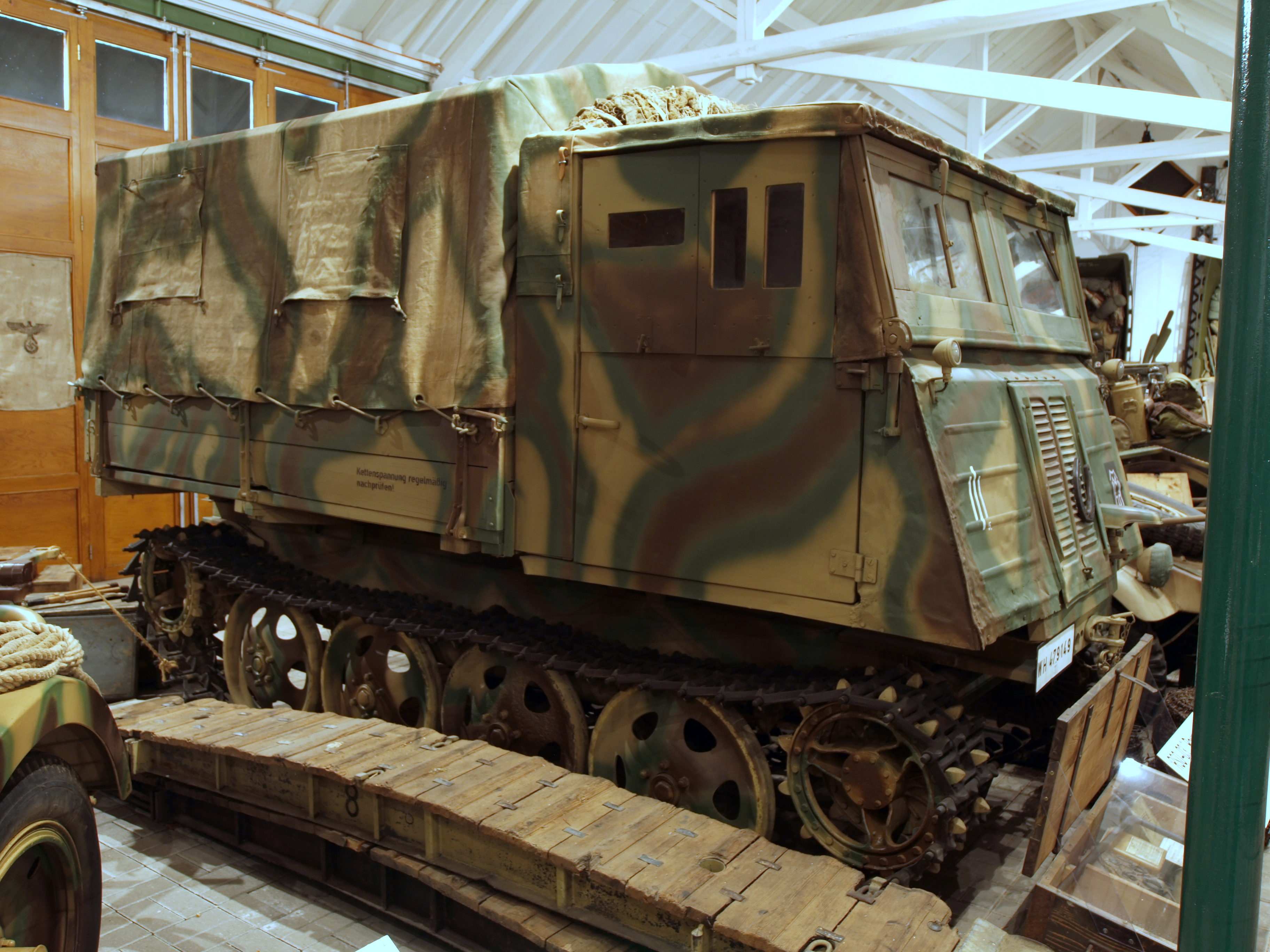
ディーゼルエンジン型のRSO/03
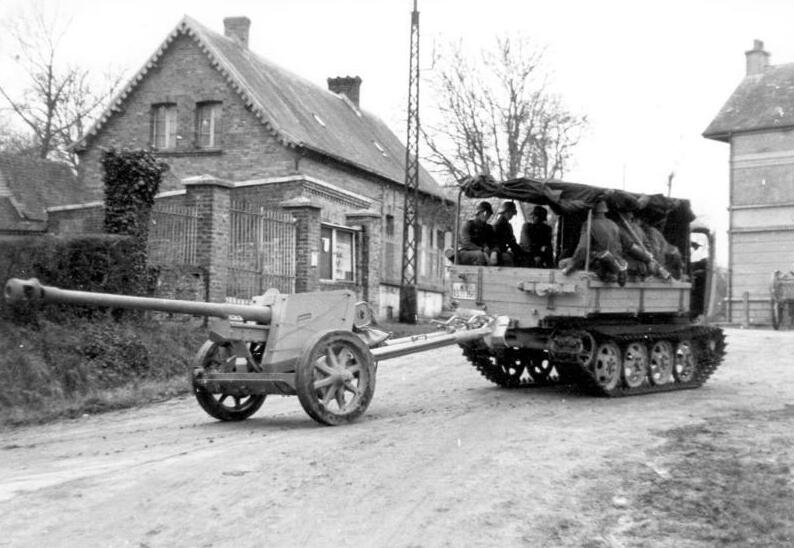
7.5cm対戦車砲 Pak40を牽引するRSO/01 1943年10月の撮影
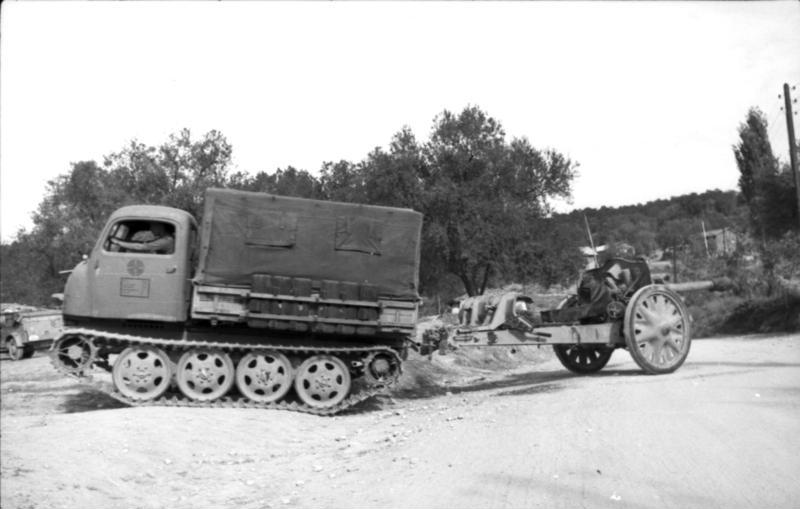
10.5cm榴弾砲 leFH 18を牽引するRSO/01 1943年9月の撮影
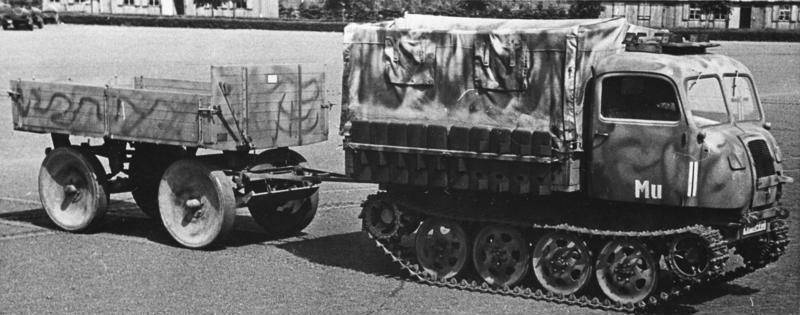
2軸4輪の貨車を牽引するRSO/01

### RSO/PaK40

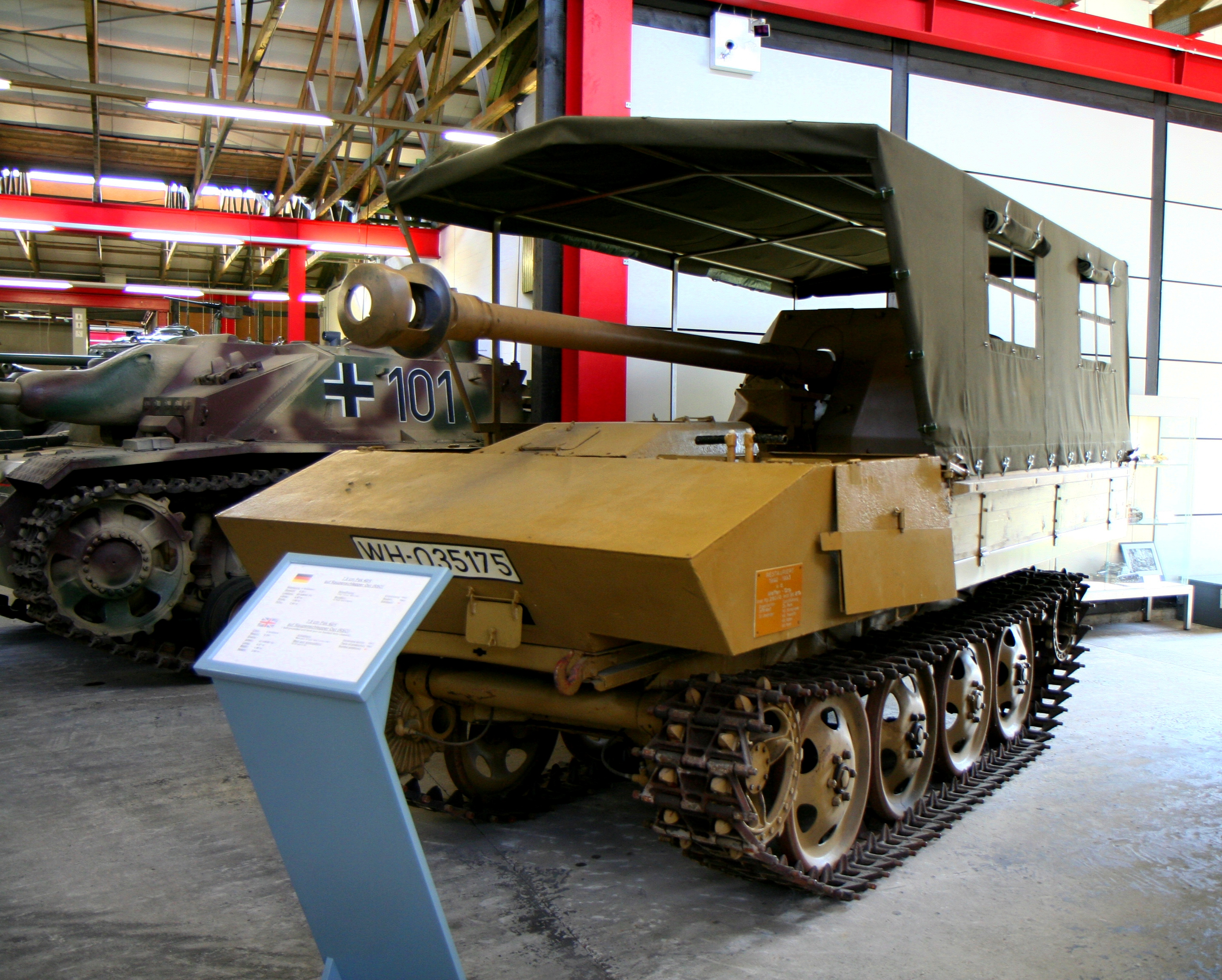
擬装用の幌を展開した状態
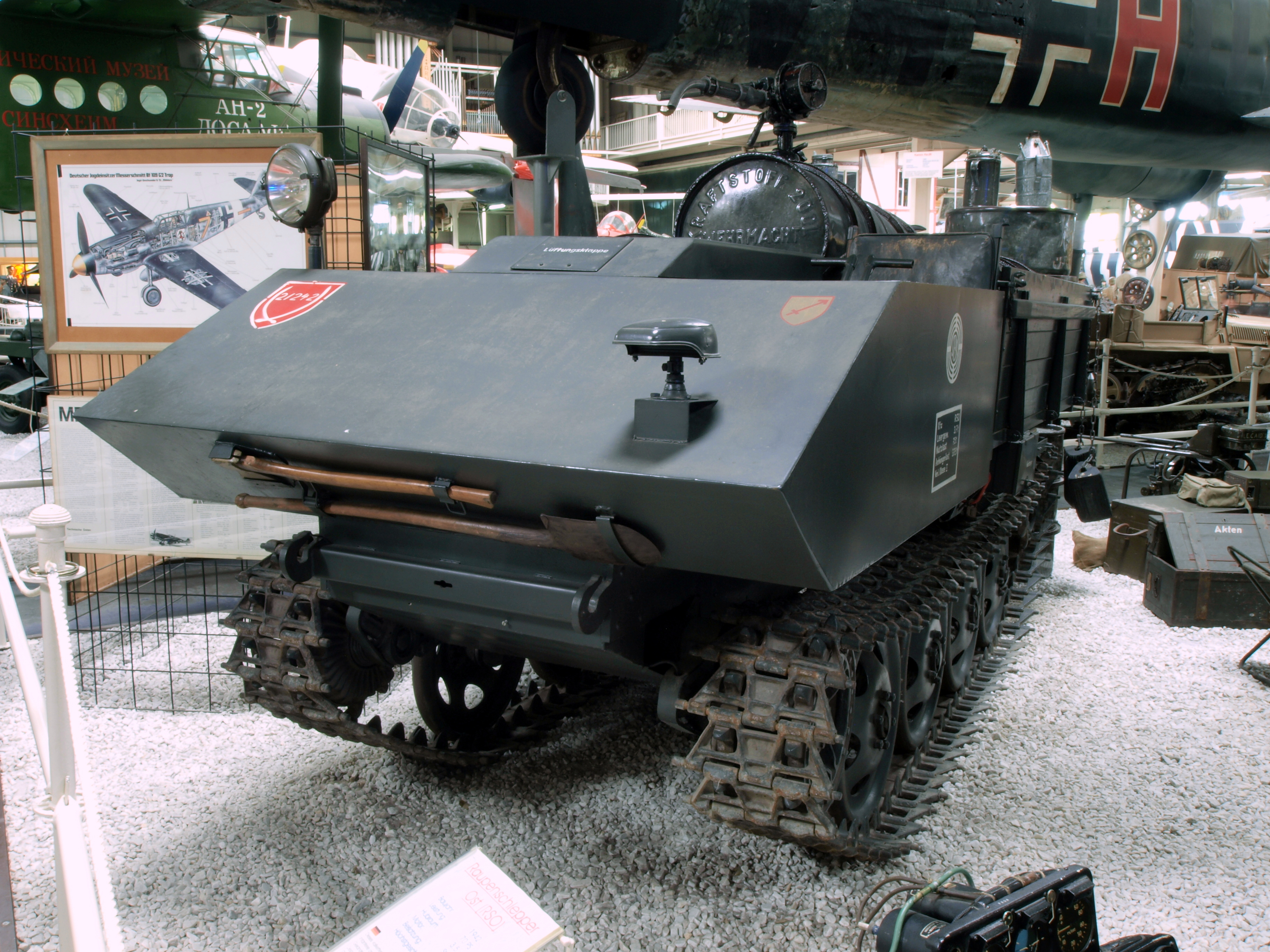
輸送型に再改造された車輌